# Tahar El Khalej
Tahar El Khalej est un footballeur marocain né le 16 juin 1968 à Marrakech. Il jouait au poste de milieu défensif.

## Biographie

### Les débuts
Comme tous les nationaux, Tahar El Khalej a joué d’interminables matches de quartier à  Hay Kasbah à Marrakech avant d’intégrer le club d’Al Ittihad[réf. nécessaire] bien connu dans la capitale almohade pour avoir gagné à l’époque toutes les coupes des jeunes dans les différents tournois organisés pendant le mois sacré du Ramadan. À l’âge de 14 ans (1982), Tahar rejoint l’école du club phare de la ville le KACM. Tahar qui n’est autre que le fils de l’ancien gardien charismatique du Kawkab durant les années 1960 El Harbali, donne entière satisfaction dans les équipes des jeunes sous la houlette des entraîneurs Moulay Lahcen Zidane (grande gloire du foot Marrakchi), Bensaleh, Abdellatif Mansouri, et Boucetta. Ses bonnes prestations attirent l’attention du coach des seniors de l’époque le Brésilien Flavio qui décide de l’intégrer au groupe. Tahar joue pour la première fois avec les seniors en compagnie de Jnina, Chliha, Mustapha Kiddi et Bayade dans un match comptant pour le Championnat national 85/86 contre l’AS FAR. En 1987, il effectue quelques apparitions avec l’équipe des A qui remporte au passage le championnat national juniors après une victoire inattendue à Kénitra devant le KAC (3-0). Les champions avaient pour noms Zakaria Alaoui, Ait Biche, Omar Fayek, Aziz Bougergour, M’jid Karaouane et Tahar El Khalej. Quelques semaines plus tard, il fait partie de l’équipe qui remporte la finale de la Coupe du Trône en écrasant la Renaissance de Berkane par un score de 4 à 0 dont un doublé de Mustapha Kiddi. Mais Tahar pour des raisons inexpliquées, se retrouve pendant plus d’une saison sur le banc de touche avant d’être prêté pour six mois au Kamal de Marrakech, club opérant en deuxième division. Dès son retour au bercail, Tahar reprend, grâce à son talent et son dynamisme, sa place de titulaire qu’il ne cédera que pour partir jouer à Leiria au Portugal au lendemain du Mondial Américain. Entre 1987 et 1994, El Khalej, qui joue stoppeur vu sa grande taille (191 cm), épingle 4 titres avec le KACM : un Championnat National en 1992, deux Coupes du Trône en 1991 et 93 et une Coupe Internationale au Canada en 1992.

### Les Lions de l’Atlas
Grâce à ses grandes performances avec les juniors du KACM et ses brèves mais bonnes apparitions avec l’équipe Senior, Tahar tape dans l’œil du nouvel entraîneur des Lionceaux Abdelghani Naciri qui le convoque pour la Coupe de la Palestine devant se dérouler en Iraq. Et très logiquement, l’équipe remporte haut la main le trophée arabe. Le 21 février 1989, El Khalej joue avec les Lions de l’Atlas contre la Côte d’Ivoire à l’occasion de l’inauguration du Stade Larbi-Zaouli à Casablanca. Sa carrière internationale compte 58 sélections officielles avec au passage deux participations en Coupe du monde en 1994 aux États-Unis et 1998 en France, ainsi que trois participations à la CAN, en 1992 au Sénégal, 1998 au Burkina-Faso et 2000 au Ghana et Nigeria. Lors du mondial de 1998, il signe deux passes décisives, une face à la Norvège pour Mustapha Hadji et une face à l’Écosse pour Salaheddine Bassir. Le 28 janvier 2001, Tahar signe sa 58e et dernière sélection face à l’Égypte au Caire lors d’un match comptant pour les éliminatoires de la Coupe du monde de football 2002. Il n’aura pas la possibilité de passer la barre des soixante, puisque après ce match, Humberto Coelho lui préférera le jeune Otmane El Assas.

## Le professionnalisme
À la suite du mondial américain, Tahar a reçu plusieurs offres de la part de plusieurs grands d’Europe, mais finalement il opte pour le club portugais de Leiria. Ce mariage durera 2 ans, après quoi un nouveau challenge plus costaud s’offre à lui avec l’un des grands d’Europe, le Benfica de Lisbonne. Avec les Rouges, Tahar va rester 4 saisons durant lesquelles il s’adjuge plusieurs titres de Champion et de Coupe et un quart de finale en Coupe de l’UEFA face au club de la Fiorentina. Quatre belles années au cours desquelles Tahar côtoie plusieurs grands joueurs tels Deco, Nuno Gomes, João Vieira Pinto, Preud'homme et son compatriote Hassan Nader ainsi que des entraîneurs de renom comme Jupp Heynckes, Manuel José et Graeme Souness. Lors de sa dernière saison au club, son coach le désigne comme capitaine, une grande consécration pour son immense talent et son charisme. En 2002, il quitte le Portugal pour un championnat plus relevé, la Premiership. Au club de Southampton, il sera titulaire durant deux saisons avant de finir sa carrière au club londonien de Charlton.
Il a disputé un total de 135 matchs en 1re division portugaise et 61 matchs en 1re division anglaise.

## Palmarès
- 1 Championnat du Maroc : 1992
- 3 Coupes du Trône : 1987, 1991 et 1993
- Meilleur joueur du championnat du Maroc 1992-1993
- Meilleur passeur de la coupe du monde 1998.

## Sélections en équipe nationale
1. 21/02/1990 Maroc – Côte d’ivoire Casablanca 2 - 1 Amical
2. 19/08/1990 Maroc - Niger Casablanca 2 - 0 Elim. CAN 1992
3. 12/09/1990 Irlande - Maroc Dublin 1 - 0 Amical
4. 27/03/1991 Maroc - Grèce Rabat 0 - 0 Amical
5. 26/12/1991 Maroc - Algérie Casablanca 1 - 1 Amical
6. 18/03/1992 Maroc - USA Casablanca 3 - 1 Amical
7. 04/10/1992 Mali - Maroc Bamako 2 - 1 Elim. CAN 1994 / 1 but
8. 20/12/1992 Tunisie - Maroc Tunis 1 - 1 Elim. CM 1994
9. 17/01/1993 Éthiopie - Maroc Addis Abeba 0 - 1 Elim. CM 1994
10. 31/01/1993 Maroc - Bénin Casablanca 5 - 0 Elim. CM 1994 / 1 but
11. 28/02/1993 Maroc – Tunisie Casablanca 0 - 0 Elim. CM 1994
12. 18/04/1993 Maroc - Sénégal Casablanca 1 - 0 Elim. CM 1994
13. 17/07/1993 Sénégal - Maroc Dakar 1 - 3 Elim. CM 1994
14. 22/09/1993 Maroc - Algérie Casablanca 0 - 0 Amical
15. 01/10/1993 Gabon - Maroc France 0 - 1 Amical
16. 10/10/1993 Maroc - Zambie Casablanca 1 - 0 Elim. CM 1994
17. 06/02/1994 Slovaquie - Maroc Sharjah 1 - 2 Tournoi
18. 23/02/1994 Maroc – Finlande Casablanca 0 - 0 Amical
19. 20/04/1994 Argentine - Maroc Salta 3 - 1 Amical
20. 01/06/1994 Canada - Maroc Montréal 1 - 1 Amical
21. 25/06/1994 Arabie Saoudite - Maroc New York 2 - 1 C.M 1994
22. 29/06/1994 Pays Bas - Maroc Orlando 2 - 1 C.M 1994
23. 04/09/1994 Burkina - Maroc Ouagadougou 2 - 1 Elim. CAN 1996 / 1 but
24. 09/04/1995 Maroc – Burkina Casablanca 0 - 0 Elim. CAN 1996
25. 04/06/1995 Côte d’ivoire - Maroc Abidjan 2 - 0 Elim. CAN 1996
26. 29/08/1996 Maroc - Zaïre Settat 7 - 0 Amical
27. 06/10/1996 Égypte - Maroc Le Caire 1 - 1 Elim. CAN 1998
28. 09/11/1996 Maroc – Sierra Leone Rabat 4 - 0 Elim. CM 1998
29. 11/12/1996 Maroc - Croatie Casablanca 2 - 2 (6 - 7) Coupe Hassan II
30. 12/12/1996 Maroc - Nigeria Casablanca 2 - 0 Coupe Hassan II
31. 12/01/1997 Ghana - Maroc Kumasi 2 - 2 Elim. CM 1998
32. 09/10/1997 Brésil - Maroc Belem 2 - 0 Amical
33. 05/02/1998 Maroc - Niger Marrakech 3 - 0 Amical
34. 17/02/1998 Égypte - Maroc Ouagadougou 0 - 1 CAN 1998
35. 22/02/1998 Afrique du sud - Maroc Ouagadougou 2 - 1 ¼ de finale CAN 1998
36. 27/05/1998 Maroc - Angleterre Casablanca 0 - 1 Coupe Hassan II
37. 04/06/1998 Chili - Maroc Avignon 1 - 1 Amical
38. 10/06/1998 Norvège - Maroc Montpellier 2 - 2 C.M 1998
39. 16/06/1998 Brésil - Maroc Nantes 3 - 0 C.M 1998
40. 23/06/1998 Écosse - Maroc St-Etienne 0 - 3 C.M 1998
41. 02/09/1998 Maroc - Sénégal Tanger 2 - 0 Amical
42. 03/10/1998 Maroc - Sierra Leone Casablanca 3 - 0 Elim. CAN 2000
43. 23/12/1998 Maroc - Bulgarie  Agadir 4 - 1 Amical
44. 20/01/1999 France - Maroc Marseille 1 - 0 Amical
45. 24/01/1999 Guinée - Maroc Kamsar 1 - 1 Elim. CAN 2000
46. 28/02/1999 Togo - Maroc Lomé 2 - 3 Elim. CAN 2000
47. 10/04/1999 Maroc - Togo Casablanca 1 - 1 Elim. CAN 2000
48. 28/04/1999 Pays Bas - Maroc Arnhem 1 - 2 Amical
49. 05/06/1999 Maroc - Guinée Rabat 1 - 0 Elim. CAN 2000
50. 07/09/1999 Belgique - Maroc Liège 4 - 0 Amical
51. 17/11/1999 Maroc - USA Marrakech 2 - 1 Amical
52. 22/12/1999 Maroc - Sénégal Agadir 0 - 0 Amical
53. 18/01/2000 Maroc - Trinité  El Jadida 1 - 0 Amical
54. 25/01/2000 Congo - Maroc Lagos 0 - 1 CAN 2000
55. 29/01/2000 Tunisie - Maroc Lagos 0 - 0 CAN 2000
56. 03/02/2000 Nigeria - Maroc Lagos 2 - 0 CAN 2000
57. 13/01/2001 Tunisie - Maroc Tunis 0 - 1 Elim. CAN 2002
58. 28/01/2001 Égypte - Maroc Le Caire 0 - 0 Elim. CM 2002

## Famille
Ses deux fils Yassine El Khalej et Ahmed El Khalej pratiquent également le football professionnel.